# 鮑爾斯山 (沙克爾頓海岸)
85°0′S 164°5′E / 85.000°S 164.083°E
鮑爾斯山（英語：Mount Bowers），是南極洲的山峰，位於沙克爾頓海岸，處於巴克利山東南面4公里的比爾德摩爾冰川源頭，海拔高度2,430米，由英國探險隊命名，現時由南極條約體系管理。